# Умм-аз-Зайтун
Умм-аз-Зайтун (англ. Umm al-Zaytun, араб. ام الزيتون) — поселення в Сирії, що складає невеличку друзьку общину в нохії Шахба, яка входить до складу однойменної мінтаки Шахба в південній сирійській мухафазі Ас-Сувейда.